# Лицин, Николай Анастасьевич

Н.А. Лицин

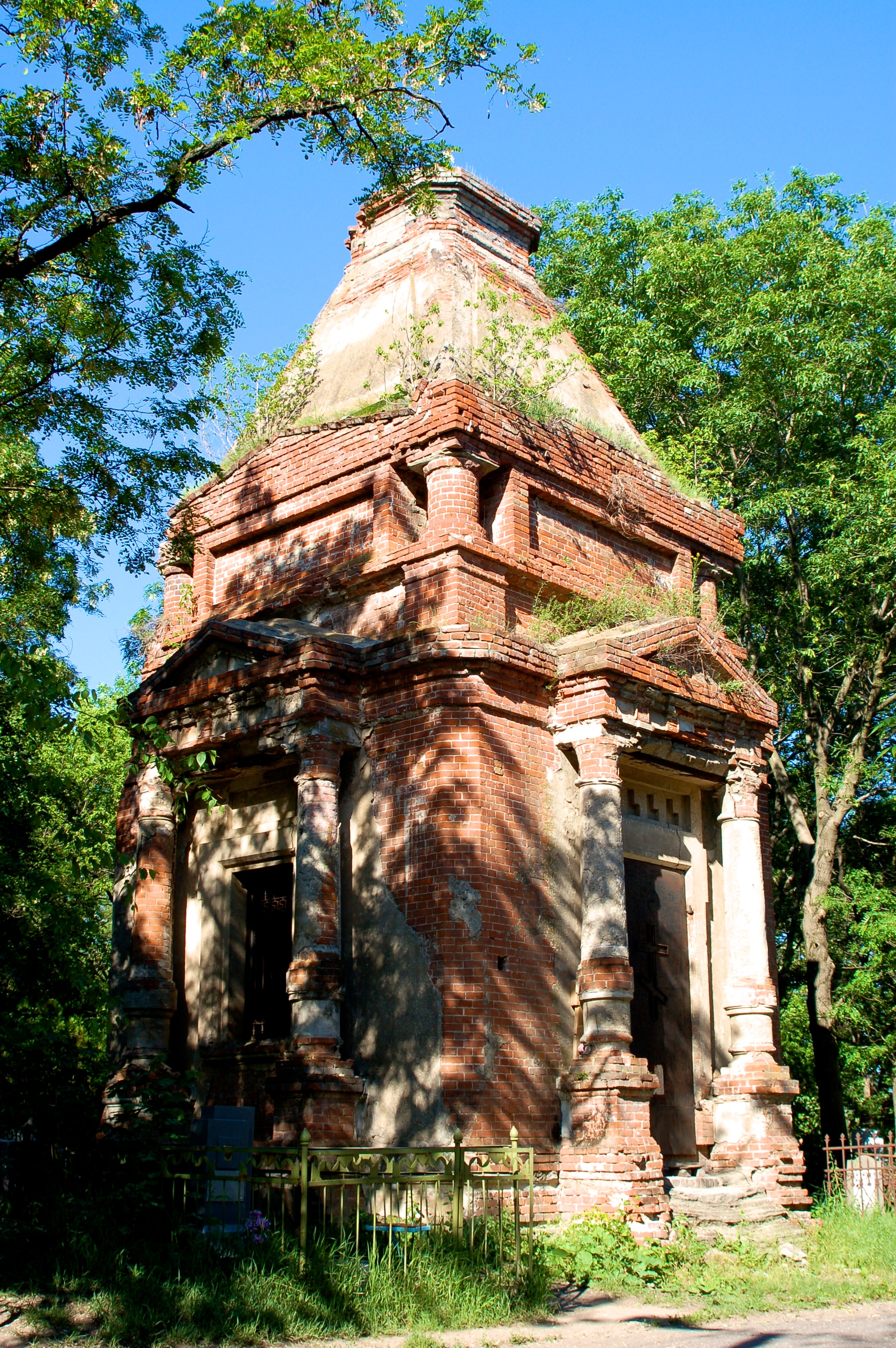
Склеп семьи Лициных

Николай Анастасьевич Лицин (Лицын) (1838—1920) — таганрогский городской голова (1897—1905), надворный советник, врач.

## Биография
Родился 4 декабря 1838 года в Таганроге в семье греческого купца 3-й гильдии Анастаса Лицына. Лавка отца, продававшая «красный товар», находилась в торговых рядах на Петровской площади. Рядом, на главной улице города Петровской, располагалось его домовладение.
Отец Анастаса, Иван Лицын, во времена царствования Екатерины II оставил Грецию, подпавшую под власть Турции, и отправился вслед за многими своими соотечественниками в далёкую Россию.
В 1856 году окончил Таганрогскую гимназию, в 1861 году — медицинский факультет Императорского Харьковского университета. Вернувшись в Таганрог, 18 июня 1862 года начал врачебную деятельность гимназическим врачом.
Будучи врачом женской гимназии — стал активным членом гимназического совета. В 1865 году после ухода со своего поста председателя попечительного совета Таганрогской Мариинской гимназии Ф. К. Орема на эту должность был избран Лицын. Позднее он стал сначала членом Общества вспомоществования бедным ученикам и ученицам Таганрогской гимназии, а в 1894 году был избран заведующим таганрогскими начальными училищами. В 1897 году был пожалован орденом Св. Владимира 4-й степени.
Проявил себя знающим специалистом и активным общественным деятелем. Являлся инициатором и участником различных мероприятий, направленных на развитие городской жизни. Руководил таганрогским отделением Всероссийской лиги  для борьбы с туберкулёзом, избирался президентом городского общества врачей. Лицин — один из трёх врачей, составивших консилиум, не рекомендовавший А.П. Чехову по состоянию здоровья переезжать на постоянное жительство в Таганрог. Николай Анастасьевич Лицин внёс большой вклад в организацию работы Коммерческого и Технического училищ, постройку четырёхклассного женского училища. Занимал пост управляющего Банка взаимного кредита. С 30 июня 1909 года — действительный статский советник.
Революцию воспринял как крах всей жизни. Скоропостижно скончался, по официальному заключению, «от малокровия», по другим данным — покончил жизнь самоубийством. Похоронен в Таганроге на старом городском кладбище в семейном склепе.

### Семья
О первом браке Лицина мало известно, детей от этого брака не было.
От второго брака с Александрой Дмитриевной Петровской у него было две дочери и пять сыновей. Семья Лициных владела домом в Лермонтовском переулке, 10.
По-разному сложилась судьба его детей. Дочь Анастасия эмигрировала во Францию. В июне 1926 года в гостинице на Ленинской улице застрелился внук Лицына. Старший сын Алексей умер в 1927 году. Сына Георгия арестовали в 1937 году и он исчез...
Его потомки, живущие сейчас в США, посещали Таганрог в 2001 году.

## Награды и заслуги
- За свою многогранную деятельность действительный статский советник Лицын был награждён орденами Св. Анны 2-й степени, Св. Владимира 4-й и 3-й степеней.
- В зале заседаний городской думы был вывешен его портрет, а при местных учебных заведениях учреждены четыре стипендии имени действительного статского советника Лицына.
- В юбилейном издании, посвящённом 300-летию дома Романовых, имя таганрогского городского головы стоит в ряду видных деятелей Российской империи:

«Один сухой перечень тех ответственных постов, которые занимал или занимает в данное время действительный статский советник Лицын, ясно подсказывает, насколько велико значение плодотворной деятельности этого неутомимого и преданного царю и родине, самоотверженного государственного деятеля для местного края, не избалованного столь энергичными и высокополезными тружениками». 

## Память
- О Николае Лицыне вспомнили спустя 80 лет после его кончины. Восстановить этапы его жизни помогли потомки, живущие в США, Ростове-на-Дону, Таганроге, а также таганрогские краеведы О. П. Гаврюшкин и А. И. Николаенко — стараниями последнего на фамильном склепе Лицыных, где покоится и бывший городской голова, в 2000 году установили мемориальную доску.